# فاتکولینو
فاتکولینو (انگلیسی: Fatkullino) یک شهرک در شهرستان ایگلینسکی استان باشقیرستان کشور روسیه است.